# Arquicles
Arquicles (en griego antiguo: Ἀρχίκλης) fue un alfarero ático y tal vez también un pintor de vasos del estilo de figuras negras, que estuvo activo alrededor del 550 a. C. De su mano se han conservado tres obras firmadas, todas copas de los pequeños maestros. Parece que trabajó junto con el alfarero Glauquites, porque la copa 2243 de la Colección de Antigüedades Clásicas de Múnich fue firmado por ambos maestros.

## Obras
- Londres, Museo Británico

Copa de los pequeños maestros B 398 - Copa de los pequeños maestros B 418
- Múnich, Gliptoteca y Colección de Antigüedades Clásicas

Copa de los pequeños maestros 2243